# Notholmarna
Notholmarna är öar i Finland. De ligger i Finska viken eller Skärgårdshavet och i kommunen Raseborg i den ekonomiska regionen  Raseborg i landskapet Nyland, i den södra delen av landet. Öarna ligger omkring 95 kilometer väster om Helsingfors.
Arean för den av öarna koordinaterna pekar på är 1,5 hektar och dess största längd är 230 meter i sydöst-nordvästlig riktning.